# 斯坦克里克區
斯坦克里克區（英語：Stann Creek District），是伯利茲的6個之一，位於該國東部，首府設於丹格里加，北接伯利茲區，東鄰加勒比海，南毗托萊多區，西臨卡約區，面積2,176平方公里，2005年人口約30,000。

## 外部連結
- Map （页面存档备份，存于）
- Stann Creek District at belize.fm
- Stann Creek Real Estate （页面存档备份，存于）

16°50′N 88°30′W / 16.833°N 88.500°W